# Kočevsko
Das europäische Vogelschutzgebiet Kočevsko liegt auf dem Gebiet der Städte Ribnica, Kočevje, Novo Mesto und Črnomelj im Süden Sloweniens. Das etwa 979,4 km² große Gebiet befindet sich in einer hoch gelegenen Karstlandschaft im nördlichen Abschnitt des Dinarischen Gebirges. Hier erstreckt sich der größte zusammenhängende Waldbestand in Slowenien und dieser ist weitgehend unbesiedelt. Einige der Gipfel erreichen über 1.000 Meter. Die Nadel-, Laub- und Mischwälder bedecken 95 % des Geländes. Die anderen 5 % sind Grünland. Unter den Waldtypen dominieren Buchen- und Tannenwälder. An den wärmeren Hängen kommen Eichenwälder in geringen Ausdehnungen vor. Es gibt einige Fichtenforste, die im 19. Jahrhundert gepflanzt wurden.
Im Westen grenzt das kroatische Vogelschutzgebiet Gorski kotar i sjeverna Lika unmittelbar an.

## Schutzzweck
Folgende Vogelarten sind für das Gebiet gemeldet; Arten, die im Anhang I der Vogelschutzrichtlinie der EU geführt sind, und für deren Schutz demnach besondere Maßnahmen ergriffen werden müssen, sind mit * gekennzeichnet:
| Bild             | Anhang I | EU Code | Art              | wissenschaftlicher Name |
| ---------------- | -------- | ------- | ---------------- | ----------------------- |
| Raufußkauz       | *        | A223    | Raufußkauz       | Aegolius funereus       |
| Steinadler       | *        | A091    | Steinadler       | Aquila chrysaetos       |
| Haselhuhn        | *        | A104    | Haselhuhn        | Bonasa bonasia          |
| Weißrückenspecht | *        | A239    | Weißrückenspecht | Dendrocopos leucotos    |
| Schwarzspecht    | *        | A236    | Schwarzspecht    | Dryocopus martius       |
| Wanderfalke      | *        | A103    | Wanderfalke      | Falco peregrinus        |
| Zwergschnäpper   | *        | A320    | Zwergschnäpper   | Ficedula parva          |
| Sperlingskauz    | *        | A217    | Sperlingskauz    | Glaucidium passerinum   |
| Seeadler         | *        | A075    | Seeadler         | Haliaetus albicilla     |
| Wendehals        |          | A233    | Wendehals        | Jynx torquilla          |
| Neuntöter        | *        | A338    | Neuntöter        | Lanius collurio         |
| Wespenbussard    | *        | A072    | Wespenbussard    | Pernis apivorus         |
| Dreizehenspecht  | *        | A241    | Dreizehenspecht  | Picoides tridactylus    |
| Grauspecht       | *        | A234    | Grauspecht       | Picus canus             |
| Habichtskauz     |          | A220    | Habichtskauz     | Strix uralensis         |
| Auerhahn         |          | A108    | Auerhahn         | Tetrao urogallus        |